# Alexandre Hamelin
Pour les articles homonymes, voir Hamelin.
Alexandre Hamelin, né le 22 octobre 1906 à Gausson et mort le 8 décembre 2000 à Alençon,, est un coureur cycliste français. Professionnel durant les années 1930, il s'est notamment imposé sur une édition de Paris-L'Aigle. Il a également terminé deuxième de la première édition de Paris-Vimoutiers en 1934.
Son fils Christian a lui aussi été coureur cycliste.

## Palmarès
- 1931
  - Circuit de l'Eure :
    - Classement général
    - 1re étape[3]
- 1932
  - Circuit de l'Eure[3]
  - 2e du Grand Prix du Bocage Normand
  - 3e du championnat de France des aspirants
- 1933
  - Paris-Mortagne[3]
- 1934
  - 2e de Paris-Vimoutiers
  - 2e de Paris-Bourganeuf
  - 2e du Grand Prix du Bocage Normand
  - 3e de Paris-L'Aigle
- 1936
  - 1re étape de Paris-Châteaumeillant[3]
  - 3e du Circuit du Maine-et-Loire
- 1937
  - Paris-L'Aigle